# Nannyakuten
Nannyakuten (Nanny 911) är ett amerikanskt TV-program där tre olika brittiska nannyer, Nanny Deb, Nanny Stella och Nanny Yvonne, hjälper olika amerikanska familjer där barnen har blivit ett problem, men det är själva verket föräldrarna som är problemet. 
Programmet har i Sverige sänts på Kanal 5.